# Glaciațiune

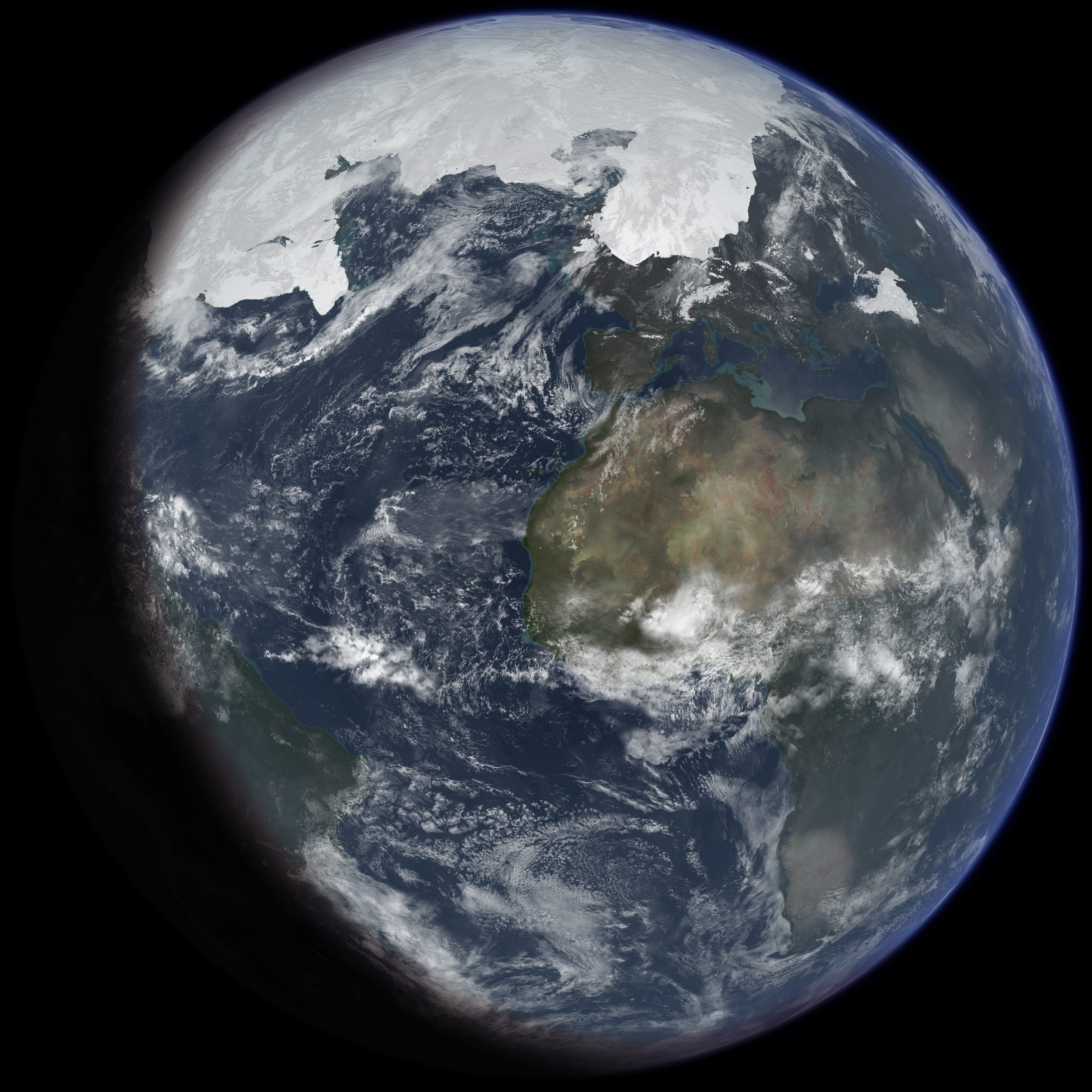
Impresie artistică asupra Pământului în perioada de maxim a unei glaciațiuni din pleistocen

Glaciațiune sau glaciație sau epocă de gheață este o perioadă lungă de reducere a temperaturii suprafeței și a atmosferei Pământului, care are ca rezultat prezența sau extinderea calotelor glaciare și a ghețarilor alpini. Clima Pământului alternează între epoci glaciare și perioade de seră, timp în care nu există ghețari pe planetă. Pământul se află în prezent în epoca glaciară numită glaciație cuaternară. Perioadele de răcire a climei dintr-o epocă glaciară sunt denumite perioade glaciare (sau, alternativ, glaciare, glaciații, etape glaciare), iar perioadele calde intermitente dintr-o epocă glaciară sunt numite interglaciare sau interstadiale.
În glaciologie, epoca glaciară implică prezența unor întinderi de gheață în emisfera nordică și sudică. Prin această definiție, Pământul se află într-o perioadă interglaciară – holocenul. Se estimează că cantitatea de gaze antropice cu efect de seră emisă în oceanele și atmosfera Pământului va întârzia următoarea perioadă glaciară, care altfel ar fi început în aproximativ 50.000 de ani, cu între 100.000 și 500.000 de ani.

## Glaciațiune cuaternară

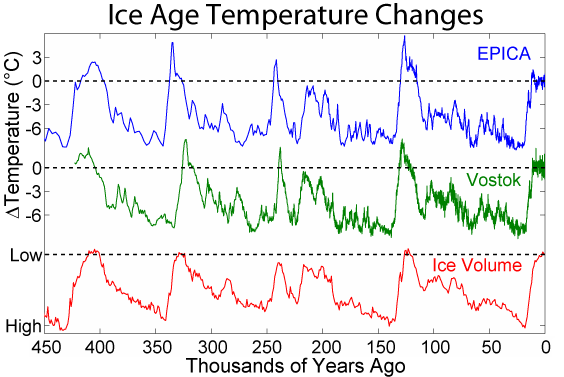
Analiza eșantioanelor de gheață antarctică arată variația temperaturilor și a volumului gheții asociată cu glaciarele și interglaciarele recente

În timpul glaciațiunii cuaternare (ultimii 2,6 milioane de ani până în prezent), au existat mai multe perioade glaciare și interglaciare. Cele din ultimii 400.000 de ani au fost:
- Glaciația Menap (numită Günz în zona Alpilor) – ca. 400.000-340.000 de ani înainte de prezent
- Interglaciația Cromer (Günz-Mindel) – ca. 340.000-320.000 de ani î.p.
- Glaciația Elster (Mindel) – ca. 320.000-240.000 de ani î.p.
- Interglaciația Holstein (Mindel-Riss) – în jurul anului 240.000 î.p.
- Glaciația Saale (Riss) – ca. 239.000-130.000 de ani î.p.
- Interglaciația Eem (Riss-Würm) – ca. 130.000-115.000 de ani î.p.
- Glaciația Vistula (Würm) – ca. 115.000-11.000 de ani î.p.
- Interglaciația Flandrică (Neointerglaciație) – de la ca. 11.000 î.p. (corespunde holocenului).[7]

În cadrul perioadelor glaciare au existat intervale mai reci, stadialele, și intervale mai calde, interstadialele. Ultimul stadial înainte de holocenul cald în care trăim acum a fost Dryasul Recent. În timpul stadialelor glaciației Vistula temperatura medie în emisfera nordică era cu 4-5°C mai joasă decât în timpul de față.
În afară de stadiale și interglaciare au fost descoperite faze mai scurte de răcire și de încălzire. Geologul marin Hartmut Heinrich a pus straturile de sedimente grosiere din eșantioanele de pe fundul oceanelor în legătură cu formarea intensivă a aisbergurilor. Aceste faze de răcire, numite „evenimentele Heinrich”, durau în jur de 750 de ani. Pe de altă parte, eșantioanele de gheață din Groenlanda indică scurte faze de încălzire climatică. Între 110,000 și 23,000 înainte de prezent au avut loc 23 de astfel de „evenimente Dansgaard-Oeschger.”

## Cauze ale glaciațiunilor

Variația inclinației orbitei terestre

Precesia axială

Omul de știință sârb Milutin Milankovici a fost cel care în anii 1920 a realizat influența variației ciclice a parametrilor orbitei terestre asupra variațiilor climatice. Primul dintre acești parametri, excentricitatea orbitei Pământului, se referă la faptul că orbita terestră nu formează un cerc perfect, ci o elipsă, forma căreia sub influența altor corpuri celeste este când mai circulară, când mai alungită. Astfel distanța dintre Pământ și Soare variază în cicluri de ca. 100.000 de ani. Un alt parametru, inclinația axei terestre față de planul eclipticii (planul în care Pământul se mișcă în jurul Soarelui), variază în cicluri de ca. 42.000 între 22,1° și 24,5°. O inclinație mai mică conduce la veri mai reci în regiunile polare, așa încât gheața din iarnă nu se topește. Cel de-al treilea parametru, precesia echinocțiilor, are în vedere schimbarea poziției axei terestre în spațiu. Actualmente axa Pământului este orientată către Steaua Polară, însă în 13.000 de ani va fi orientată către Vega din constelația Lirei. Acest ciclu durează 25.800 de ani. Precesia conduce la faptul că Pământul în diferite faze ale acestui ciclu ajunge în punctul cel mai apropiat de Soare (periheliu) în anotimpuri diferite. Anumite combinații ale acestor trei parametri favorizează apariția calotelor glaciare. Atunci când verile din emisfera nordică sunt deosebit de reci (cea mai mare distanță față de Soare datorită excentricității, periheliu în timpul iernii) și când iernile sunt cele mai calde (cea mai mică inclinație a axei Pământului), continentele nordice sunt acoperite de zăpadă pentru mai mult timp. Zăpada are o reflexie mai mare (albedo) decât solul, ceea ce duce la o răcire suplimentară.
Variația parametrilor orbitei terestre poate declanșa ciclurile climatice doar în cazul concentrației reduse de dioxid de carbon în atmosferă. Fluctuația în sine a concentrației de dioxid de carbon pe termen lung nu poate iniția ciclurile de perioade glaciare și interglaciare.
La apariția calotelor glaciare contribuie și mișcarea plăcilor tectonice. O premiză a glaciațiunilor este prezența în apropierea polilor planetei a unor mase continentale pe care se pot forma ghețarii. O altă cauză a glaciațiunilor este deschiderea și închiderea unor strâmtori maritime. Separarea Australiei și a Americii de Sud de Antarctica, respectiv formarea Strâmtorii Tasman și a Strâmtorii Drake prin care circulă curentul circumantarctic, au dus la începutul miocenului la izolarea Antarcticii de apele calde de suprafață și au pregătit terenul pentru glaciațiunea acestui continent. La începutul pliocenului, închiderea Strâmtorii Panama, respectiv formarea istmului Panama, a întrerupt curenții oceanici paraleli cu ecuatorul și a dus la formarea Golfstromului, care transportă în direcția polului masele de apă caldă necesare pentru formarea calotelor glaciare.

## Dovezi ale glaciațiunilor

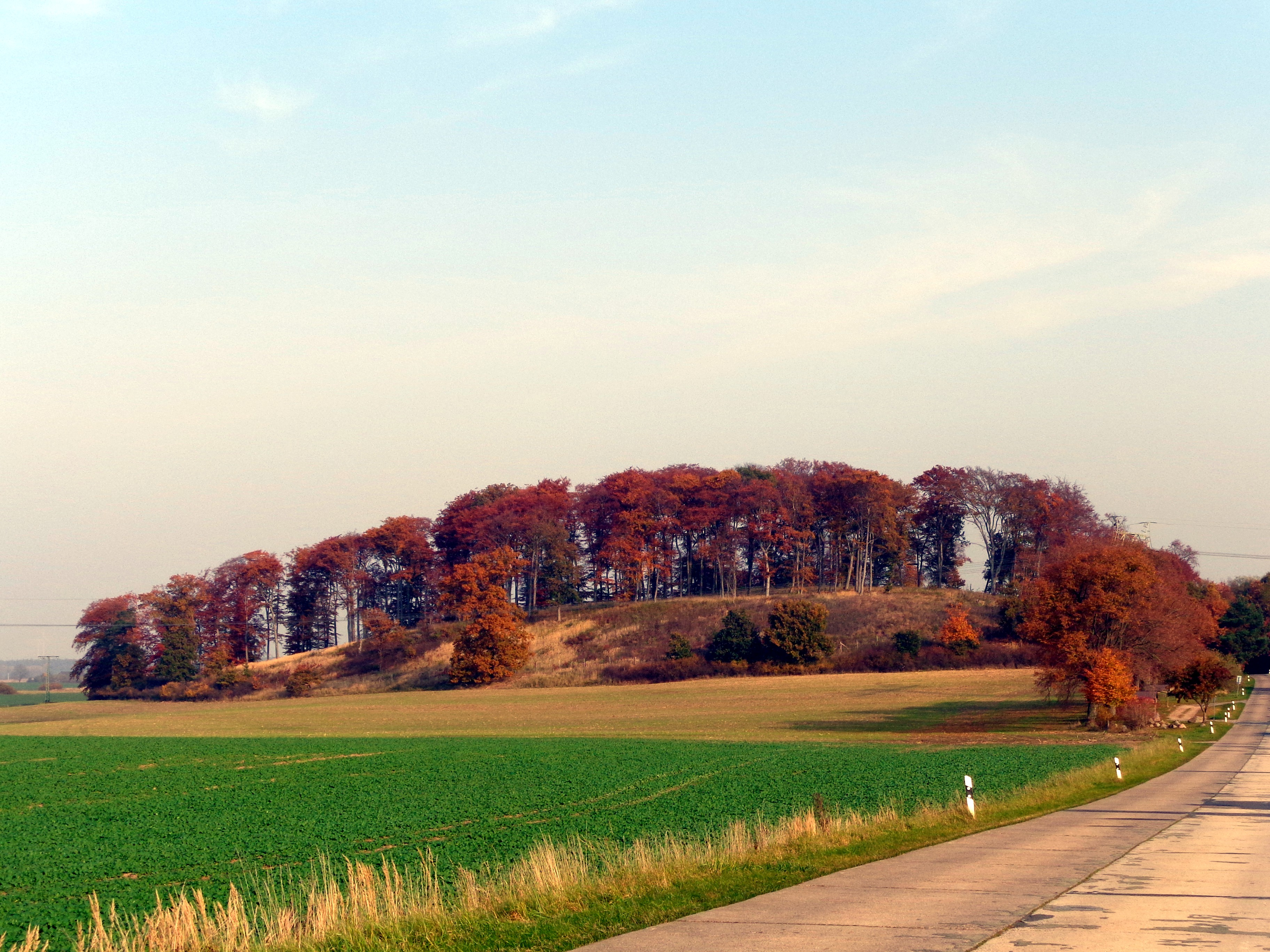
O morenă din Mecklenburg. O morenă este o grămadă de nisip, pietriș, argilă și sfărâmături de stânci, transportată de ghețar și depusă în locul de topire a gheții.

Există trei tipuri principale de dovezi a existenței epocilor glaciare: geologice, chimice și paleontologice.
Dovezile geologice ale epocilor glaciare se prezintă sub diferite forme, inclusiv erodarea și zgârierea stâncilor, morene glaciare, drumlins, văile glaciare și depunerea de sedimente glaciare (till) și stâncile aduse de ghețar. Glaciațiile succesive au tendința de a distorsiona și șterge dovezile geologice ale glaciațiilor anterioare, făcându-le dificil de interpretat. În plus, aceste dovezi sunt dificil de datat cu exactitate; teoriile timpurii au presupus că glaciarele erau scurte în comparație cu interglaciarele lungi. Cercetarea eșantioanelor de sedimente și a celor de gheață a dezvăluit adevărata situație: glaciarele sunt lungi, interglaciarele scurte.
Dovezile chimice constau în principal din varierea raportului dintre diferiți izotopi în sedimente și roci sedimentare, mai ales cele oceanice. Eșantioanele de gheață furnizează indicatori climatici pentru perioadele glaciare cele mai recente, atât din gheața în sine, cât și din probele atmosferice din bulele de aer incluse. Deoarece apa care conține izotopi mai ușori are o căldură de vaporizare mai mică, proporția sa scade când clima este mai caldă. Acest lucru permite înțelegerea schimbărilor de temperatură. Aceste dovezi pot fi perturbate, totuși, de alți factori care influențează proporția izotopilor.
Dovezile paleontologice constau în modificări ale distribuției geografice a fosilelor. În timpul unei perioade glaciare, organismele adaptate la frig se răspândesc la latitudini inferioare, iar organismele care preferă condiții mai calde dispar sau se retrag la latitudini inferioare.

## Flora și fauna

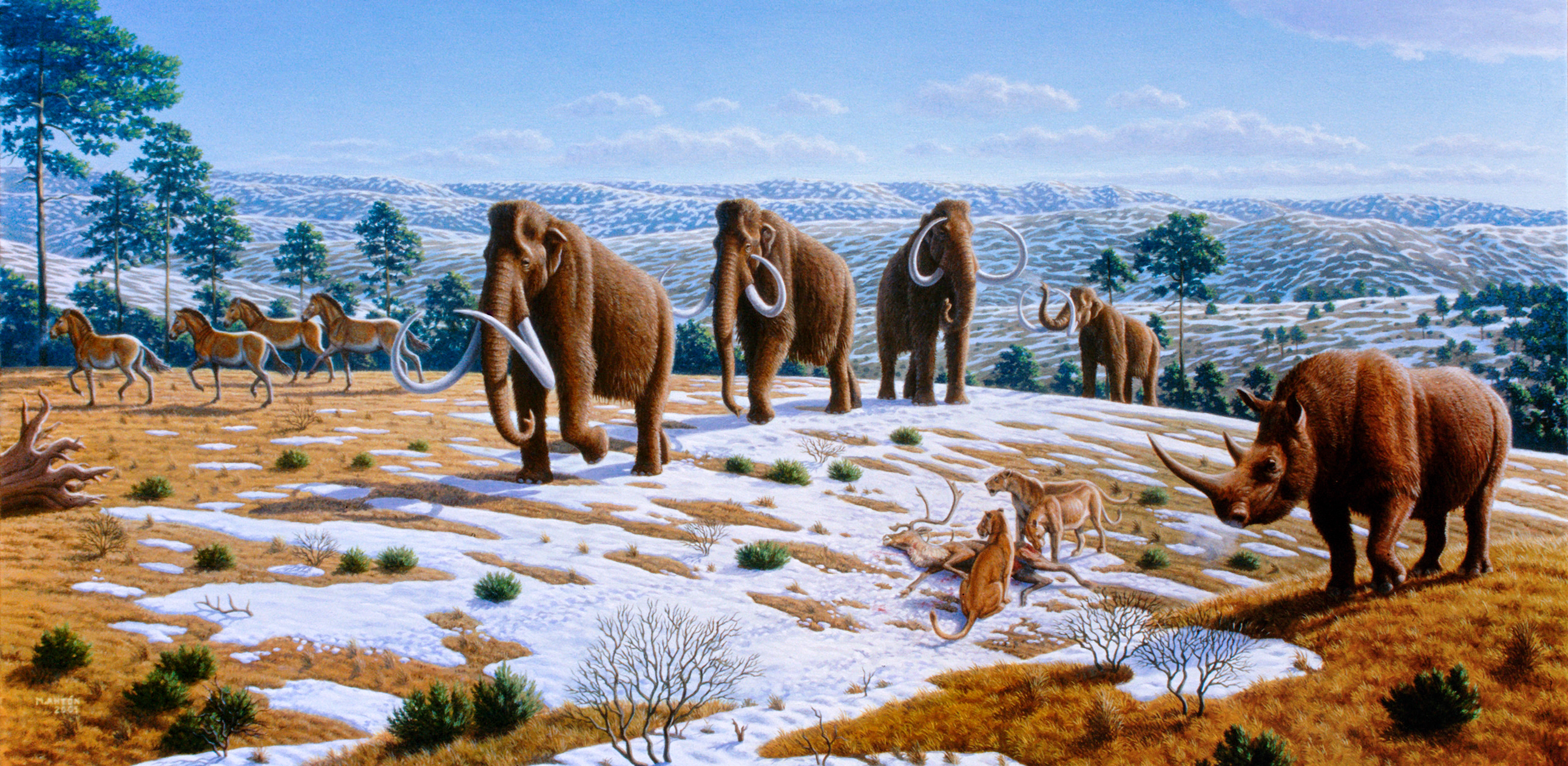
Reconstituirea faunei din pleistocenul Spaniei de Nord realizată de Mauricio Antón

Flora din trecut poate fi reconstruită pe baza resturilor de plante, sporilor și polenului. Cu toate că grăunții de polen sunt foarte rezistenți, totuși în majoritatea mediilor sunt distruse prin oxidare. Condițiile favorabile conservării lor sunt prezente doar în turbării și mlaștini.
În urma schimbării condițiilor climatice avea loc și zonelor de vegetație, în direcția polului, în cazul unui interglaciar, și în direcția ecuatorului, în cazul unui glaciar. Dacă instalarea abruptă a unei clime mai reci poate nimici dintrodată speciile mai sensibile, recolonizarea de către acestea a unui teritoriu decurge considerabil mai lent, dat fiind faptul că semințele și fructele multor specii, precum bradul sau fagul, sunt transportate numai pe distanțe mici, iar plantele tinere au nevoie de decenii până sunt în stare să producă semințe. În nordul Eurasiei în timpul glaciarelor predomina vegetația de stepă cu unele insule de vegetație de tundră. În timpul interglaciarelor aceasta era înlocuită de păduri. În faza pre-interglaciară se răspăndeau speciile boreale precum pinul și mesteacănul. În faza de interglaciar timpuriu se propagau pădurile mixte de stejar, ulm, tei, alun și arin. În interglaciarul târziu locul lor era luat de păduri mixte cu specii termofile și hidrofile precum carpen, fag și samară. În faza post-interglaciară predominau din nou speciile de arbori boreali: mesteacăn, pin, molid și brad. În interstadialele mai calde Europa era acoperită de păduri boreale, în cele „mai reci” de silvostepă. Din analiza speciilor de gândaci rezultă că interstadialele „mai reci” erau tot atât de calde ca și cele calde, însă prea scurte ca copacii să poată să se răspândească.
Schimbările climatice drastice din cuaternar erau urmate și de schimbări în componența faunei. Odată cu răcirea climei se răspândeau specii precum mamutul, rinocerul lânos, renul, antilopa saiga, boul moscat și lemingii. În timpul interglaciarelor migrau spre nord mistrețul, căprioara, cerbul lopătar, elefantul, rinocerul de pădure(en), bivolul de apă european(en) și hipopotamul. Specii indiferente la schimbarea climei erau cerbul, ursul de peșteră, leul de peșteră, cerbul uriaș, calul, hiena de peșteră(en), bourul și bizonul de stepă(en).

## Alte articole despre glaciologie
- Interglaciațiune
- Pleistocen
- Ghețar
- Încălzirea globală
- Cicluri Milankovic,  modificările mișcării orbitale terestre provoacă schimbări naturale asupra climei la fiecare 26.000 de ani